# Арабская пустынная куропатка
Арабская пустынная куропатка (лат. Ammoperdix heyi) — вид птиц из семейства фазановых. Выделяют четыре подвида. Основной естественный ареал этих куропаток простирается от Египта и Израиля до южной Аравии. Птицы похожи на второго представителя рода — пустынных куропаток.

## Описание
Птица округлых очертаний, преимущественно песочно-коричневого цвета, с волнистыми белыми и коричневыми полосками по бокам. У самца серая голова с белой полосой перед глазом и белым пятном на щеке. Бока шеи однотонные, без белых пятен. Узор на голове позволяет отличить его от пустынной куропатки.
Самка окрашена более размыто, рисунок на голове выражен слабо, поэтому ее отличить от родственного вида труднее.
Размер взрослой птицы достигает 22—25 см, масса — 180—200 г, размах крыльев — 39—41см.

## Образ жизни
Арабская пустынная куропатка гнездятся в сухой, открытой, часто холмистой местности. В кладке обычно от 5 до 7 яиц. Эти птицы всеядны и питаются как разнообразными семенами так и некоторыми насекомыми. При тревоге Ammoperdix heyi предпочитают бегство полёту, но при необходимости пролетают небольшие расстояния.